# Mohammad al Roumi
Mohammad Al Roumi (* 1945) je syrský fotograf a režisér.

## Životopis
Mohammad al Roumi žije v Paříži a Damašku. Pracoval hlavně na archeologických misích.

## Filmová produkce
Podle zdroje:
- Krátký film z roku 2005, Bleu-Gris
- 2006: Film Le Voyage au bout du monde (Cesta na konec světa)

## Publikace
- Châteaux d'Orient : Syrie, Liban, Jordanie, text: Jean Mesqui, vyd. Hazan, 2001, ISBN 978-2850257889